# Fufu (chó)
"Đại tướng không quân" Fufu (hay Foo Foo, tiếng Thái: ฟูฟู; RTGS: Fufu; 1997-2015) là tên một chú chó xù, thú cưng của Maha Vajiralongkorn, thời ông còn là Thái tử Thái Lan. Con chó là thú cưng được yêu thích của hoàng thái tử và thường đi cùng ông trong các buổi lễ hoàng gia. Theo hoàng thái tử, cô con gái thứ hai Sirivannavari Nariratana của ông đã mua con chó khi nó được khoảng một tháng tuổi từ chợ Chatuchak ở Bangkok, cùng với một số thỏ, chuột đồng và những con chó khác. Chú chó "khá dễ thương, nhưng có vẻ rất yếu", và do cô bé vẫn còn nhỏ, nên chú chó đã được nhân viên cung điện giữ trong chuồng thú cưng. Fufu thỉnh thoảng được đưa ra nơi công cộng, như trong Triển lãm thú cưng Thái Lan ở Nakhon Pathom vào tháng 12 năm 2006 khi chú chó được cho là đã "toát ra vẻ quyến rũ và thực hiện các pha nguy hiểm một cách thông minh".
Fufu được công chúng chú ý nhiều hơn vào năm 2007 khi nó xuất hiện trong một video bị rò rỉ cho thấy người vợ thứ ba của Thái tử, Công nương Srirasmi, đang cắt bánh sinh nhật cho chú chó trong khi chỉ mặc mỗi chiếc quần lót G-string. Đoạn video được cho là đã bị rò rỉ bởi các đối thủ của Thái tử, đã gây ra tranh cãi ở Thái Lan và phơi bày một cuộc đấu tranh ngầm để giành quyền kế vị nhà vua Bhumibol Adulyadej.
Vài tháng sau, Đại sứ Hoa Kỳ Ralph L. Boyce đã tham dự một buổi dạ tiệc để vinh danh Thái tử mà con chó xuất hiện "mặc trang phục buổi tối trang trọng hoàn chỉnh với các tất bao chân". Boyce báo cáo thêm rằng Fufu đã được "thăng cấp" lên cấp bậc Đại tướng Không quân trong Không quân Hoàng gia Thái Lan. Theo tin tức của đại sứ chuyển đến Washington, sau đó được WikiLeaks phát hành, "tại một vị trí ở hàng thứ hai, nó nhảy lên đầu bàn và bắt đầu hất văng các ly nước của khách, kể cả ly của tôi. Những trò hề của vị "đại tướng không quân" đã gây sự chú ý của hơn 600 khán giả, và vẫn là chủ đề tán gẫu của thị trấn cho đến ngày nay".
Cái chết của Fufu vào đầu năm 2015 được tổ chức trong 4 ngày theo nghi thức tang lễ Phật giáo và được hỏa táng sau đó. Những hình ảnh tang lễ chó được chia sẻ rộng rãi trên phương tiện truyền thông xã hội ở Thái Lan. Đám tang thu hút bình luận từ người Thái như một sự phản ánh xấc xược và mỉa mai về sự lo lắng cho sự kế vị của nhà vua, không thể được phát sóng công khai ở Thái Lan do luật lèse-majesté (luật chống khi quân) sẽ trừng phạt nghiêm khắc đối với những ai tàng trữ hoặc phát tán các thông tin được cho là có ảnh hưởng tiêu cực đến hoàng gia Thái Lan.